# Hrysopiyi Devetzi
Hrysopiyi Devetzi (Alexandroupoli, 2 de janeiro de 1976) é uma ex-atleta grega especializada no salto triplo.

## Carreira
Conquistou a medalha de prata nos Jogos de Atenas 2004 com um marca na final de 15,23 m. Nas eliminatórias ela conseguiu saltar 15,32 m, recorde grego e melhor marca daquele evento, o que a colocou na época, como a terceira maior saltadora da história, atrás apenas da recordista mundial Inessa Kravets, da Ucrânia, e sua rival russa da época Tatyana Lebedeva.
Devtzi se tornou conhecida por sempre saltar mais nas eliminatórias do que nas finais das competições, como em Atenas, e por nunca conseguir uma medalha de ouro em grandes eventos apesar de ser uma das maiores triplistas da sua época. Ela ficou com a medalha de prata no Campeonato Europeu de Atletismo de 2006 em Gotemburgo, perdendo a o ouro depois do último salto da rival Lebedeva. O mesmo ocorreu no Campeonato Mundial de Atletismo em Pista Coberta de 2008 em Valência, Espanha, onde  "Piyi", como era conhecida, perdeu o ouro, que estava conseguindo, após o sexto e último salto da adversária cubana Yargelis Savigne. Em Pequim 2008 ela ficaria com a medalha de bronze, mas teria todas estas três últimas medalhas confiscadas oito depois anos por doping.

### Doping
Em maio de 2009 Devetzi se recusou a se submeter a um controle de dopagem; nestes casos, a recusa se equivale a um teste positivo e ela foi suspensa por dois anos das competições. Em 2016, amostras fornecidas por ela em agosto de 2007 foram retestadas e revelaram conter o esteroide anabolizante estanozolol; todos seus resultados a partir desta data e pelos quatro anos seguintes foram anulados e suas medalhas do Mundial Indoor e do Europeu de Gotemburgo foram confiscadas, assim como a medalha de bronze do Campeonato Mundial de Atletismo de 2007, em Osaka.
Em 17 de novembro de 2016 o Comitê Olímpico Internacional a desclassificou dos Jogos de Pequim 2008, confiscou sua medalha de bronze e retirou todas suas marcas das estatísticas por testar positivo após uma re-análise de suas amostras daqueles Jogos. De todas as medalhas globais que ganhou na carreira, manteve apenas as conquistadas em 2004.